# Jean-Baptiste Rambaud de Simiane

familiewapen van de Simiane

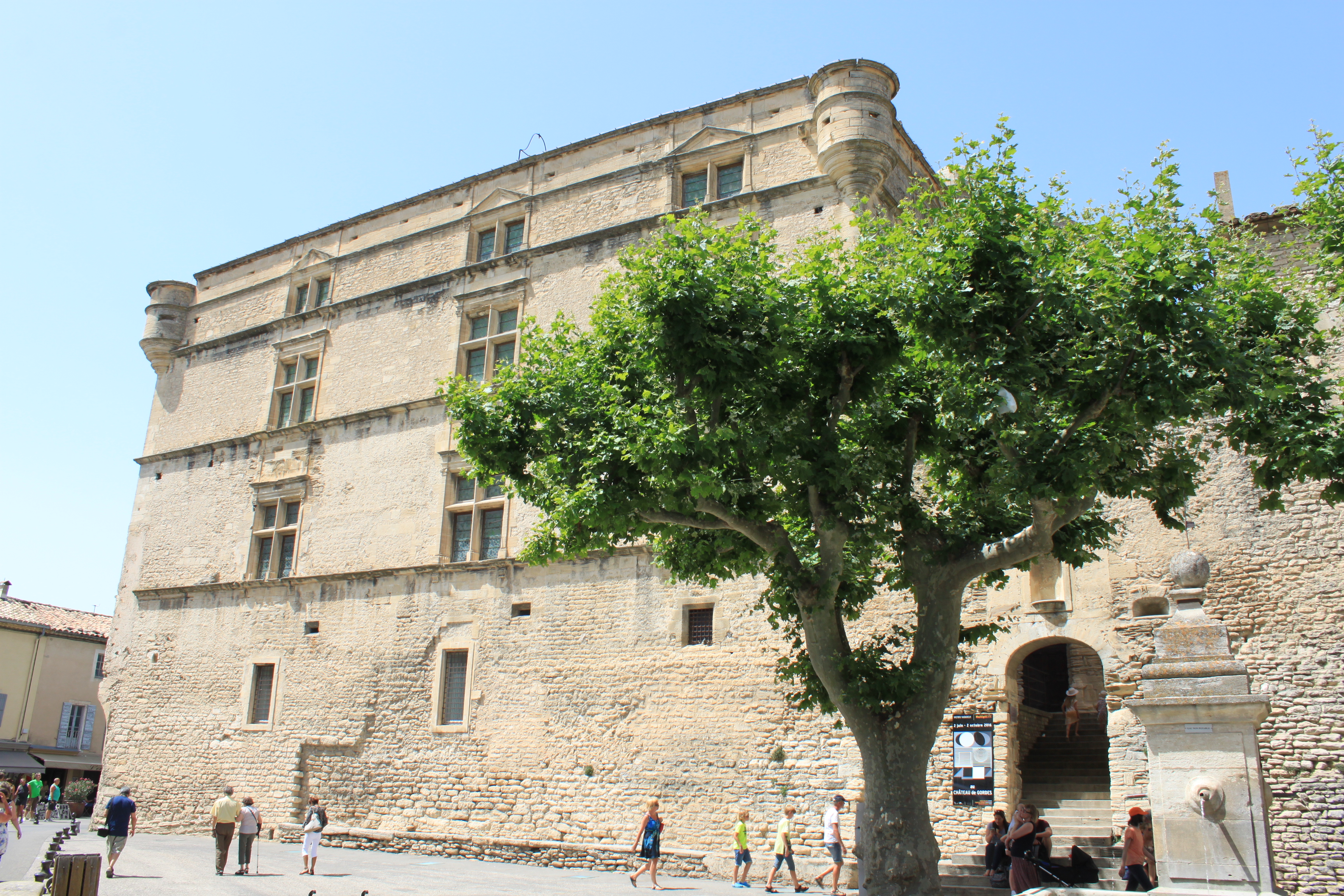
Kasteel van Gordes, waar zijn broer baron was

Jean-Baptiste Rambaud (variante schrijfwijze: Raimbaud) de Simiane (Dauphiné 20 november 1520 - Gordes 23 november 1584) was een Franse bisschop uit de 16e eeuw die overging naar het protestantisme.
Rambaud de Simiane was afkomstig van de adellijke familie de Simiane. Dit was lokale adel in de Dauphiné. Zijn oudere broer Bertrand Rambaud de Simiane was baron van Gordes en Caseneuve en was bovendien gouverneur-generaal van de Dauphiné in naam van de Franse koning.
Jean-Baptiste Rambaud de Simiane was achtereenvolgens bisschop van Vence (1555-1560) en bisschop van Apt (1560-1571). In het laatste bisdom lagen het grootgrondbezit van zijn familie. De bisschop had een inkomen via prebenden van de abdij van Saint-Sernin in Toulouse.
In 1569 viel de bisschop het katholicisme af en verklaarde openlijk zijn sympathie voor de hugenoten. Hij deed het samen met zijn vicaris-generaal d'Albertas, die familie was van vooraanstaande hugenoten. In 1571 gaf hij zijn bisschopstroon op. Hij vestigde zich in Genève, samen met de vicaris-generaal. Hij had er een relatie met de weggelopen abdis van de toenmalige abdij Sainte-Croix in Apt. Later, rond de jaren 1575, keerde hij terug naar de baronieën van zijn familie gelegen in de Dauphiné. Hij noemde zich heer van Saint-Sernin, naar de naam van de abdij die hij vroeger bestuurde in Toulouse. Hij woonde lange tijd in het kasteel van Gordes, waar hij graag vertoefde. Hij overleed er in 1584.